# Hitzone 10
TMF Hitzone 10 is een verzamelalbum. Het album, onderdeel van de serie Hitzone, werd op 28 april 2000 uitgegeven door de Nederlandse muziekzender TMF. TMF Hitzone 10 belandde op de 1e plaats in de Verzamelalbum Top 30 en wist deze positie vier weken te behouden.

## Nummers
| Nr. | Titel                                | Uitvoerend artiest        | Duur |
| --- | ------------------------------------ | ------------------------- | ---- |
| 1.  | Shalala Lala                         | Vengaboys                 | 3:36 |
| 2.  | Thong Song                           | Sisqó                     | 4:06 |
| 3.  | Love Come Home                       | DJ Jean                   | 3:42 |
| 4.  | Re-Rewind (The Crowd Say Bo Selecta) | The Artful Dodger         | 4:01 |
| 5.  | Pure Shores                          | All Saints                | 4:27 |
| 6.  | Sex Bomb                             | Tom Jones feat. Mousse T. | 3:31 |
| 7.  | Rock the House                       | Scoop                     | 3:30 |
| 8.  | Show Me the Meaning of Being Lonely  | Backstreet Boys           | 3:54 |
| 9.  | Get It On Tonite                     | Montell Jordan            | 4:36 |
| 10. | Don't Wanna Let You Go               | 5ive                      | 3:37 |
| 11. | I Have a Dream                       | Westlife                  | 4:05 |
| 12. | Als niet als                         | Doe Maar ft. Brainpower   | 4:12 |
| 13. | Higher & Higher                      | DJ Jurgen                 | 3:54 |
| 14. | Love U More                          | Rollergirl                | 3:40 |
| 15. | What a Girl Wants                    | Christina Aguilera        | 3:20 |
| 16. | Caught Out Here                      | Kelis                     | 4:52 |
| 17. | Stay the Night                       | IMx                       | 3:40 |
| 18. | Don't Be Stupid                      | Shania Twain              | 4:11 |
| 19. | The Dark                             | Anouk                     | 3:15 |
| 20. | Anton aus Tirol (bonustrack)         | DJ Ötzi feat. Anton       | 3:48 |